# NGC 3869
NGC 3869 este o liner situată în constelația Leul. A fost descoperită în 10 martie 1826 de către John Herschel.